# Tudo Que Há De Novo
Tudo Que Há De Novo é um EP da banda paulista  Cigana lançado em 9 de outubro de 2020 de forma pelo selo Eu Te Amo Records. O EP conta com 3 músicas que abordam temáticas como ansiedade, nostaliga e a passagem no tempo, e foi gravado em Limeira ao longo de 2020 e produzido por Gui Flowerz.
Foi escolhido pelo site Hits Perdidos como um dos melhores EP's brasileiros de 2020 e a música Impaciência figurou na lista de melhores músicas nacionais de 2020 do site Tenho Mais Discos Que Amigos!.
Em 2021 a banda lançou uma versão remixada do EP, trazendo novas versões das músicas produzidas por artistas emergentes da cena independente como Salvegod, Rafouza, Joe Irente e Cosmo Curiz.

## Faixas
| Tudo Que Há de Novo |                        |         |  |
| N.º                 | Título                 | Duração |  |
| 1.                  | "Impaciência"          | 3:38    |  |
| 2.                  | "Dá Pra Voltar?"       | 2:44    |  |
| 3.                  | "Por Dentro Do Que Há" | 5:15    |  |
| Duração total:      | Duração total:         | 11:34   |  |

| Tudo Que Há de Novo - Remix |                                           |         |  |
| N.º                         | Título                                    | Duração |  |
| 1.                          | "Por Dentro Do Que Há (Rafouza Remix)"    | 2:30    |  |
| 2.                          | "Impaciência (Cosmo Curiz Remix)"         | 3:43    |  |
| 3.                          | "Dá Pra Voltar? (Salvegod Remix)"         | 3:02    |  |
| 4.                          | "Por Dentro Do Que Há (Joe Irente Remix)" | 4:20    |  |
| Duração total:              | Duração total:                            | 14:35   |  |